# Pahoa
Pahoa es un lugar designado por el censo ubicado en el condado de Hawái en el estado estadounidense de Hawái. En el año 2000 tenía una población de 962 habitantes y una densidad poblacional de 163,1 personas por km².

## Geografía
Pahoa se encuentra ubicado en las coordenadas 19°30′4″N 154°57′11″O / 19.50111, -154.95306.

## Demografía
Según la Oficina del Censo en 2000 los ingresos medios por hogar en la localidad eran de $33.333, y los ingresos medios por familia eran $43.571. Los hombres tenían unos ingresos medios de $26.103 frente a los $23.571 para las mujeres. La renta per cápita para la localidad era de $13.850. Alrededor del 18,0% de la población estaba por debajo del umbral de pobreza.